# Kniphofia thomsonii
Kniphofia thomsonii Baker, 1885 è una pianta tropicale della famiglia delle Asphodelaceae. Il suo cultivar 'Stern's Trip' ha ottenuto il premio di giardino di merito della Royal Horticultural Society.

## Descrizione
È una pianta erbacea perenne, con un rizoma corto e verticale.
È dotata di una rosetta di foglie basali, da cui s'innalza un fusto fiorifero ben eretto, robusto e nudo, che può raggiungere 2 m di altezza
Fiorisce in estate. L'infiorescenza è un racemo a forma di spiga, ovoidale. I singoli fiori, ben spaziati, sono tubuloso-cilindrici, un po' aperti a imbuto, lunghi fino a 5 cm, e di colore arancio-albicocca.

## Distribuzione e habitat
K. thomsonii, unica specie alpina del genere, è diffusa in Africa orientale; cresce sino ad altitudini di oltre 3.000 m sul monte Kilimanjaro.

## Tassonomia
Sono note due varietà:
- Kniphofia thomsonii var. snowdenii (C.H.Wright) Marais
- Kniphofia thomsonii var. thomsonii